# Nathaniel Lammons
Nathaniel Lammons (Arlington, Texas, Estados Unidos, 12 de agosto de 1993) es un tenista estadounidense.

## Trayectoria
Su ranking ATP  más alto de singles fue el número 591, logrado el 14 de enero de 2019. Su ranking ATP más alto de dobles fue el número 22, logrado el 29 de enero de 2024.
Lammons hizo su debut en el cuadro principal de Grand Slam en el Abierto de Estados Unidos 2018 en dobles junto a Robert Galloway.

## Títulos ATP (10; 0+10)

### Dobles (10)
| Leyenda                   |
| Grand Slam (0)            |
| ATP World Tour Finals (0) |
| ATP Masters 1000 (0)      |
| ATP World Tour 500 (1)    |
| ATP World Tour 250 (9)    |

| N.º | Fecha                    | Torneos          | Superficie | Pareja          | Oponentes en la final                        | Resultado         |
| --- | ------------------------ | ---------------- | ---------- | --------------- | -------------------------------------------- | ----------------- |
| 1.  | 25 de septiembre de 2022 | San Diego        | Dura       | Jackson Withrow | Jason Kubler Luke Saville                    | 7-6(5), 6-2       |
| 2.  | 2 de octubre de 2022     | Seúl             | Dura       | Raven Klaasen   | Nicolás Barrientos Miguel Ángel Reyes Varela | 6-1, 7-5          |
| 3.  | 23 de julio de 2023      | Newport          | Hierba     | Jackson Withrow | William Blumberg Max Purcell                 | 6-3, 5-7, [10-5]  |
| 4.  | 30 de julio de 2023      | Atlanta          | Dura       | Jackson Withrow | Max Purcell Jordan Thompson                  | 7-6(3), 7-6(4)    |
| 5.  | 26 de agosto de 2023     | Winston-Salem    | Dura       | Jackson Withrow | Lloyd Glasspool Neal Skupski                 | 6-3, 6-4          |
| 6.  | 3 de octubre de 2023     | Astaná           | Dura (i)   | Jackson Withrow | Mate Pavić John Peers                        | 7-6(4), 7-6(7)    |
| 7.  | 15 de junio de 2024      | 's-Hertogenbosch | Hierba     | Jackson Withrow | Wesley Koolhof Nikola Mektić                 | 7-6(5), 7-6(3)    |
| 8.  | 29 de julio de 2024      | Atlanta          | Dura       | Jackson Withrow | André Göransson Sem Verbeek                  | 4-6, 6-4, [12-10] |
| 9.  | 4 de agosto de 2024      | Washington       | Dura       | Jackson Withrow | Rafael Matos Marcelo Melo                    | 7-5, 6-3          |
| 10. | 24 de agosto de 2024     | Winston-Salem    | Dura       | Jackson Withrow | Julian Cash Robert Galloway                  | 6-4, 6-3          |

#### Finalista (7)
| N.º | Fecha                    | Torneos  | Superficie    | Pareja          | Oponentes en la final              | Resultado              |
| --- | ------------------------ | -------- | ------------- | --------------- | ---------------------------------- | ---------------------- |
| 1.  | 26 de febrero de 2022    | Santiago | Tierra batida | André Göransson | Rafael Matos Felipe Meligeni Alves | 6-7(8), 6-7(3)         |
| 2.  | 16 de octubre de 2022    | Gijón    | Dura (i)      | Jackson Withrow | Máximo González Andrés Molteni     | 7-6(6), 6-7(4), [5-10] |
| 3.  | 14 de enero de 2023      | Auckland | Dura          | Jackson Withrow | Nikola Mektić Mate Pavić           | 4-6, 7-6(5), [6-10]    |
| 4.  | 12 de febrero de 2023    | Dallas   | Dura (i)      | Jackson Withrow | Jamie Murray Michael Venus         | 6-1, 6-7(4), [7-10]    |
| 5.  | 4 de marzo de 2023       | Acapulco | Dura          | Jackson Withrow | Alexander Erler Lucas Miedler      | 6-7(9), 6-7(3)         |
| 6.  | 26 de septiembre de 2023 | Zhuhai   | Dura (i)      | Jackson Withrow | Jamie Murray Michael Venus         | 4-6, 4-6               |
| 7.  | 29 de octubre de 2023    | Viena    | Dura (i)      | Jackson Withrow | Rajeev Ram Joe Salisbury           | 4-6, 7-5, [10-12]      |